# Daemonarcha
Daemonarcha is een geslacht van vlinders van de familie tastermotten (Gelechiidae).

## Soorten
- D. amblopis Janse, 1954
- D. atactodes Janse, 1954
- D. cyprophanes Meyrick, 1918
- D. hamata Janse, 1954
- D. heterobela Janse, 1954
- D. oncera Janse, 1954